# مارمولک کور مکزیکی
مارمولک کور مکزیکی (نام علمی: Anelytropsis papillosus) گونه‌ای از مارمولک‌های بدون پا از خانواده سقنقورهای کور و تنها گونه از سرده Anelytropsis است. این مارمولک بومزاد انحصاری کشور مکزیک است. این جانوران شبیه کرمی‌مارمولکان به نظر می‌رسند، اما در واقع، ارتباط تکاملی نزدیکی با یکدیگر ندارند.

## پراکندگی
مارمولک کور مکزیکی بومزاد مکزیک است و در ارتفاعات ۳۰۰ تا ۲۳۰۰ متری از سطح دریا، از جمله در جنوب تامائولیپاس، شرق سن لوئیس پوتوسی، شمال ایالت ایدالگو و کرتارو، شمال و مرکز وراکروز، و منتهی‌الیه شمالی اوآخاکا شناسایی شده‌است.

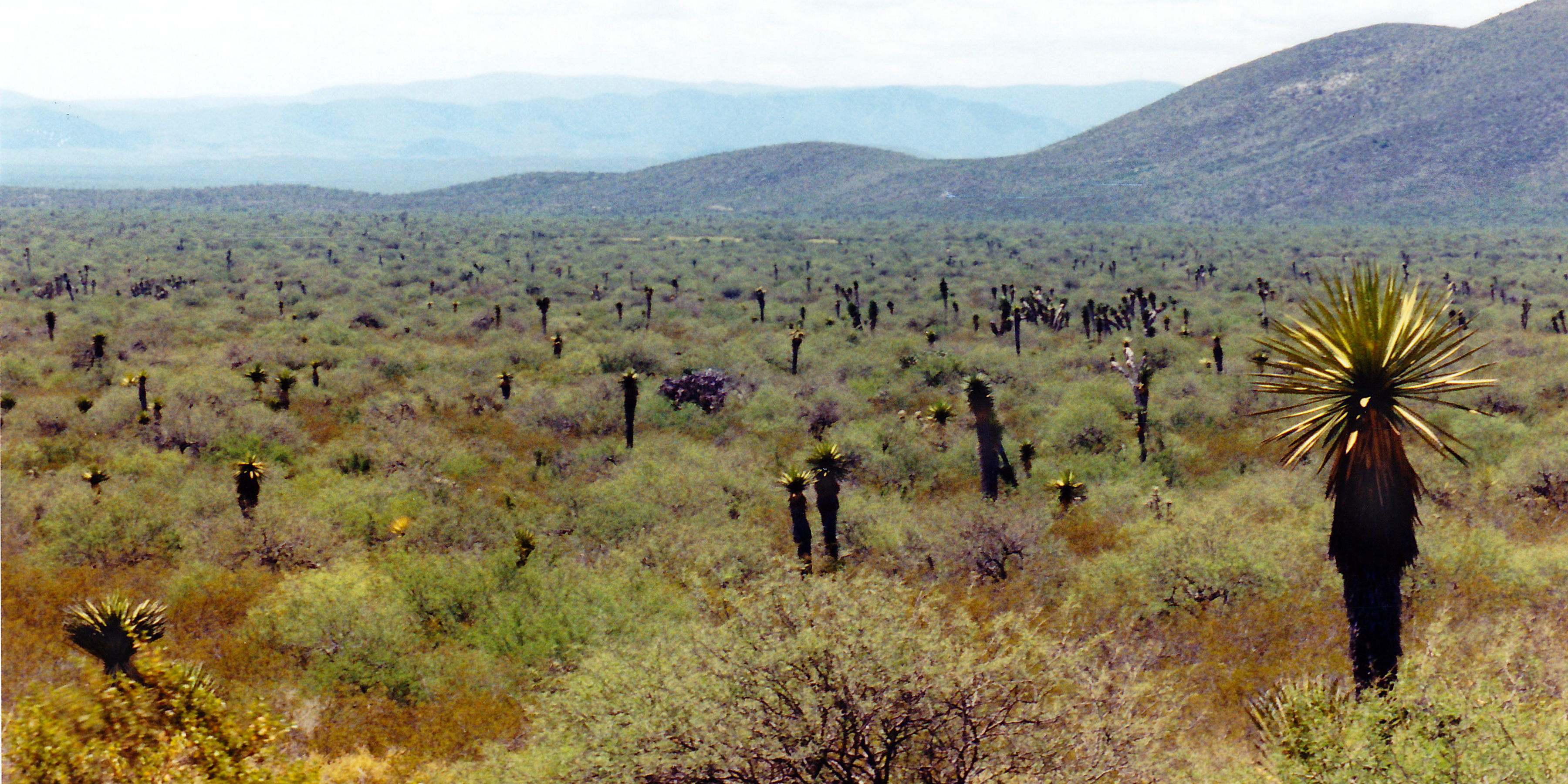
پوشش گیاهی صحرای چی‌واوا، زیستگاه مارمولک کور مکزیکی (۲۴ سپتامبر ۲۰۰۳)

## وضعیت حفاظتی
دولت فدرال مکزیک، این مارمولک را به عنوان یک گونه در معرض خطر فهرست می‌کند و توسط قوانین مکزیک حفاظت می‌شود. اما اتحادیه بین‌المللی حفاظت طبیعت، آن را به عنوان گونه‌ای دارای کمترین نگرانی، رتبه‌بندی کرده‌است.

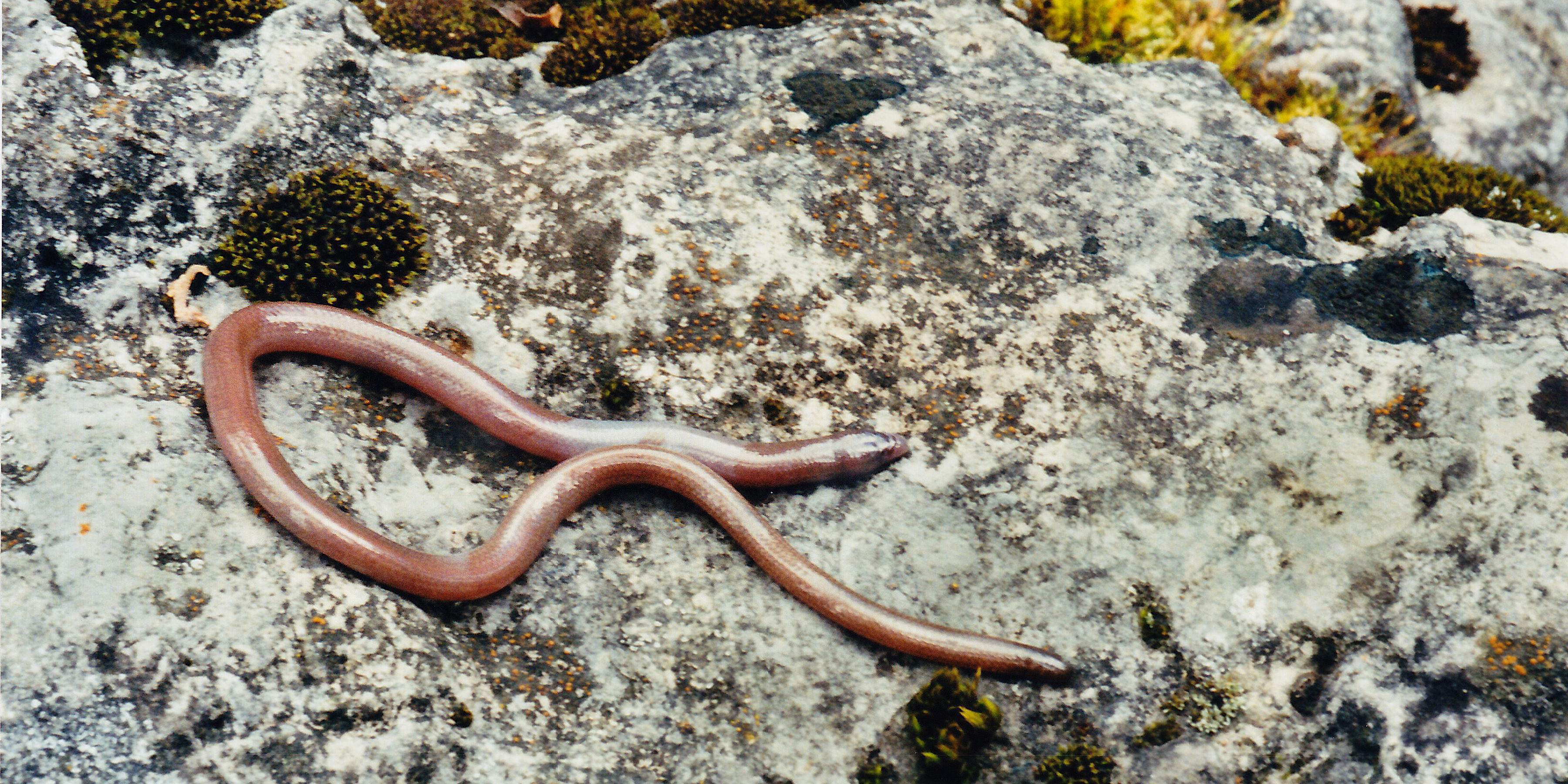
مارمولک کور مکزیکی در زیستگاه خود در مکزیک (۱۵ اوت ۲۰۰۴).